# 紀常
紀常（？年—？年），字元正，號西皋，順天府霸州文安县宁受屯人，民籍。明朝進士、官员。

## 生平
嘉靖元年（1522年）壬午科順天府鄉試第十三名舉人，嘉靖五年（1526年）丙戌科第二甲第三十七名進士。授户部主事，督蘭州粮饷，又督粮天津，丁父忧归。服阕，復补刑部，升河南司署员外郎，十二年（1533年）八月升陕西按察司佥事，十七年二月升本省副使，晋中宪大夫，转陕西苑马寺卿。升湖广按察使，丁母太宜人憂，服阕，补官四川。二十六年丁未升河南右布政使，寻转左，即以疾引休。年八十卒。

## 家族
父紀紘，字廷儀，弘治十一年戊午科舉人，官秦府長史。子紀誡，字勉夫，號文泉，嘉靖三十八年进士。